# Отрохов, Владимир Петрович
Владимир Петрович Отрохов (1938—2001) — советский промышленный деятель, директор Смоленского автоагрегатного завода в 1971—2001 годах.

## Биография
Владимир Петрович Отрохов родился 3 февраля 1938 года в деревне Новое Село Смоленской области. В 1959 году он окончил Демидовский техникум механизации сельского хозяйства, в 1966 году — машиностроительный факультет Северо-Западного политехнического института, в 1972 году — аспирантуру при Московском государственном технологическом институте. С 1960 года начал работу на Смоленском авторемонтном заводе, был мастером, инженером-технологом, начальником технического отдела, главным инженером.
С 1970 года работал на Смоленском автоагрегатном заводе, с 1971 года и до самой смерти возглавлял это предприятие. Под руководством Отрохова была проведена полная реконструкция всего завода, благодаря чему тот стал одним из ведущих предприятий автомобилестроения. Смоленский автоагрегатный завод являлся головным предприятием в области конструирования и производства коробок передач для всего семейства автомобилей ЗиЛ. Сам Отрохов защитил докторскую диссертацию, являлся автором двух изобретений и более тридцати научных работ.
Умер 16 сентября 2001 года, похоронен на кладбище «Тихвинка» в Смоленске.
Заслуженный машиностроитель РСФСР. Был также награждён советскими орденами Октябрьской Революции, Трудового Красного Знамени,  «Знак Почёта», российскими орденами Дружбы народов (1993) орденом «За заслуги перед Отечеством» IV степени (1998), а также рядом медалей и почётных знаков.
В честь Отрохова после его смерти был назван Смоленский автоагрегатный завод.